# نعمان بيلكند
نَعمان بيلكند (بالعبرية: נעמן בלקינד)، من مواليد 16 ديسمبر 1888، وأُعدم بتاريخ 16 ديسمبر 1917 في دمشق، هو جاسوس يهودي من أبناء الدولة العثمانية، وأحد الرموز السياسية للحركة الصهيونية في متصرفية القدس في فلسطين.

## سيرته
كان نَعمان من أوائل اليهود العثمانيين التحقوا بالجيش العثماني في فترة الحرب العالمية الأولى، أدرك نعمان أن الدولة العثمانية ستهزم في الحرب، والتحق للحلفاء، وتعرض للاعتقال على يد أهل البادية في سيناء، ثم مكث في السجن واتهمه بالخيانة العظمى، وتم تنفيذ حُكم الإعدام بجانب رفيقه يوسف ليشانسكي بتاريخ 16 ديسمبر 1917 في مدينة دمشق.
وفي تاريخ 24 أكتوبر 1919، نقل رفاته إلى فلسطين ودفن في ريشون لتسيون.